# Tratado de Pereyáslav

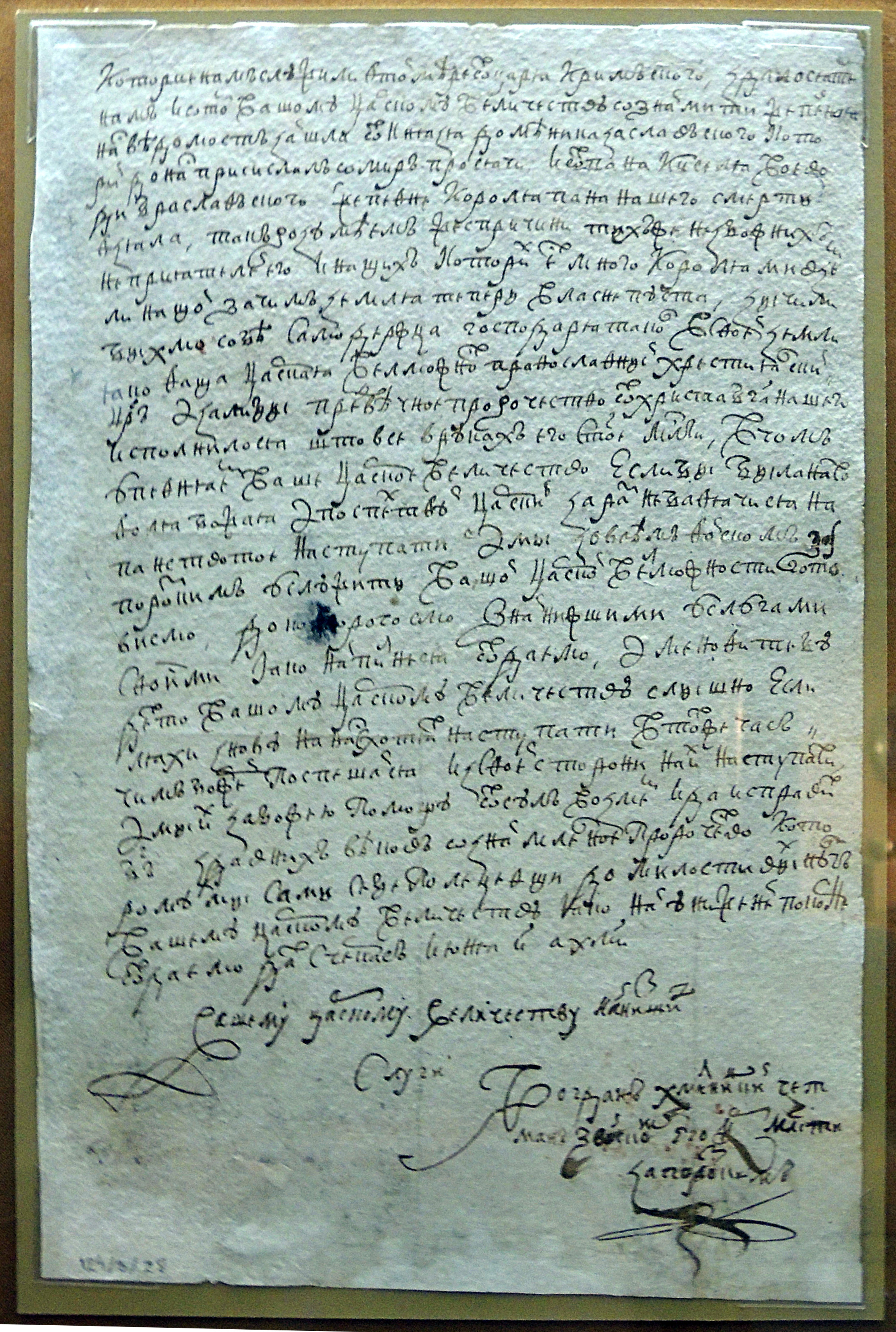
Carta del atamán Bogdán Jmelnitskiy al zar Alejo I con la solicitud de anexión al Zarato ruso. Cherkasy, 8 de junio de 1648.

La Asamblea de Pereyáslav o la Rada de Pereyáslav (ucraniano: Переяславська рада) se realizó en 1654 en la ciudad ucraniana de Pereyáslav que, en su momento, fue la capital del Principado de Pereyáslav, encontrándose los cosacos de Zaporiyia y el zar Alejo I de Rusia, después de la rebelión de Jmelnitskiy. Conocida también como el Tratado de Pereyáslav (traducción incorrecta de la palabra “рада” (rada), que significa “asamblea”), fue una asamblea en la cual los cosacos juraron lealtad al zar Alejo I de Rusia así como sobre la entrada del Ejército de Zaporozhe, el territorio y la población de los voivodatos de Kiev, Chernigov y Bratslav de la Mancomunidad Polaco-Lituana, controlados por los cosacos que se habían rebelado contra dicha Mancomunidad, en el Zarato de Rusia. Los participantes en la preparación de la asamblea incluyeron al atamán cosaco Bogdán Jmelnitskiy, gran número de cosacos y la población civil local.

## Antecedentes históricos y preparación de la Rada de Pereyáslav
Este proceso fue complejo, tuvo su propia historia previa y se desarrolló en el contexto de la opresión de los ortodoxos por parte de los uniatas y los católicos: los cosacos de Zaporozhe (en fuentes rusas, “Cherkasy”) y parte de la población civil local.
En las décadas anteriores, Moscú recibió reiteradas peticiones de que se aceptara a los cosacos de Zaporozhe como ciudadanos del Estado ruso, incluso durante el levantamiento de Kosinskiy (1591-1593), el levantamiento de Pavlyuk (1637) y el levantamiento de Ostryanin (1638).
En 1620, el atamán Pyotr Kononovich Sagaydachniy, en el contexto del creciente descontento entre la población ortodoxa de la Mancomunidad Polaco-Lituana y bajo la influencia de la creciente simpatía entre ellos por Rusia, envió una delegación representativa a Moscú, declarando el deseo del Ejército registrado de Zaporozhe de servir al zar ruso.
En 1624, el metropolitano de Kiev, Job Boretskiy, pidió al zar ruso Alejo I que intercediera por su rebaño: “el pueblo ruso de personas del mismo útero” (“российского ти племени единоутробных людей”). Desde principios de la década de 1630, los cosacos, tratando de evitar la tiranía de la nobleza polaco-lituana, comenzaron a entrar al servicio del zar ruso y a trasladarse principalmente con sus familias a las ciudades fronterizas (Belgorod, Valuyki, Kromy, Kursk, Putivl, Rylsk, Chuguev, etc.).
En 1632, después de la muerte del rey polaco Segismundo III, los cosacos de Zaporozhe, temiendo la persecución de la ortodoxia en caso de victoria de su hijo menor, el príncipe Casimiro (desde el 20 de noviembre de 1648, el rey Juan II Casimiro), apoyaron la candidatura del hijo mayor, el príncipe Vladislav (desde el 8 de noviembre de 1632, el rey Vladislav IV). En la Rada de Korsun del 28 de septiembre (8 de octubre en el calendario gregoriano), los cosacos decidieron, en caso de que Casimiro llegara al poder en la Mancomunidad Polaco-Lituana, apelar al zar Alejo I con una solicitud para que los aceptara como ciudadanos rusos.
Durante el levantamiento de los cosacos del Sich de Zaporozhe contra el gobierno de la Mancomunidad Polaco-Lituana, Bogdán Jmelnytskiy negoció la ayuda con los gobernantes del Kanato de Crimea (desde principios de 1648), el Estado ruso (desde el verano de 1648), el Imperio otomano (desde 1650) y una tregua con el candidato al trono polaco y luego el rey polaco Juan II Casimiro (desde el otoño de 1648).
Un llamamiento similar de Bogdán Jmelnytskiy fue recibido por primera vez el 8 (18) de junio de 1648. Entre 1648 y 1653, ocho de sus embajadas visitaron Moscú. El atamán propuso aceptar el territorio controlado por los cosacos rebeldes “bajo la alta mano del soberano” (“под государеву высокую руку”).
En 1649-1650, el zar Alejo I prometió aceptar al Ejército de Zaporozhe como súbdito ruso si el propio atamán consigue concluir un acuerdo con Juan II Casimiro sobre la salida de la Mancomunidad Polaco-Lituana. Como opción, el zar ruso propuso repetidamente (en 1649-1650 y 1652) que los cosacos, en caso de ser derrotados por el ejército polaco-lituano, partan hacia el Estado ruso y reciban del soberano “un salario considerable y lugares espaciosos y agradables”.
El 28 de febrero (10 de marzo) de 1651, el zar Alejo I propuso por primera vez al Zemskiy Sobor discutir las numerosas violaciones por parte de la Mancomunidad Polaca-Lituana de una de las condiciones del Tratado de Paz de Polyánovka: el título incorrecto del zar ruso en los documentos polaco-lituanos, así como las solicitudes de Jmelnitskiy de aceptar al Ejército de Zaporozhe como súbdito ruso. En la primavera de ese año, el gobierno ruso, todavía con la esperanza de calmar el conflicto civil por medios diplomáticos, se ofreció a actuar como mediador entre los cosacos rebeldes de Zaporozhe y el gobierno de la Mancomunidad Polaco-Lituana. Al mismo tiempo, la Mancomunidad Polaco-Lituana rechazó la ayuda militar contra los cosacos.
En el verano de 1652, el secretario general Iván Evstafyevich Vygovskiy, que transmitió a Moscú a cambio de una recompensa información sobre las negociaciones de Jmelnitskiy con varias partes, supo que varios colaboradores cercanos del atamán estaban a favor de que los cosacos recibieran la ciudadanía turca o tártara de Crimea.
En marzo de 1653 , Iván E. Vygovskiy, a través de embajadores rusos, envió el original de la carta del sultán turco Mehmed IV, dirigida a Jmelnitskiy, a la Oficina del Embajador en Moscú. Para evitar que los territorios controlados por Jmelnitskiy pasaran a formar parte del Imperio Otomano, lo que habría amenazado directamente la seguridad del Estado ruso, el gobierno zarista hizo otro intento de reconciliar a los rebeldes con la Mancomunidad Polaco-Lituana. Con este fin, el 24 de abril (4 de mayo) de 1653 se envió una embajada a la Mancomunidad Polaco-Lituana, encabezada por Boris Aleksandrovich Repnin. Al mismo tiempo, en una reunión del Zemskiy Sobor en Moscú celebrada el 25 de mayo (4 de junio), se consideró nuevamente la posibilidad de satisfacer la solicitud de Jmelnitskiy, pero el zar Alejo I decidió posponer la decisión hasta el final de las negociaciones ruso-polacas de Repnin. Poco después, Moscú se enteró de que una embajada turca había llegado para ver a Jmelnitskiy. Al parecer, el 3 (13) de junio de 1653, Jmelnitskiy informó a S. Yatsyn y D. Litvinov, enviados al atamán por el gobernador de Putivl, Fyodor Andreyevich Jilkov, que si el zar Alejo I no concedía la ciudadanía rusa al Ejército de Zaporozhe, éste “por pecado… e involuntariamente” aceptaría la ciudadanía turca. Para evitar tal desarrollo, el 22 de junio (2 de julio) de 1653, se envió apresuradamente una carta del zar a Jmelnitskiy informando al atamán que el zar se dignó aceptar al Ejército de Zaporozhe bajo su mano. A finales de julio y principios de agosto, Juan II Casimiro rechazó la propuesta rusa de hacer la paz con los cosacos rebeldes. La embajada de Repnin regresó a Moscú el 25 de septiembre (5 de octubre).
Después de la fallida misión de mediación de Repnin y a la luz de las negociaciones de Jmelnitskiy con la embajada turca, el gobierno ruso se enfrentó a una elección: o permitir la retirada del ejército de Zaporozhe al Imperio otomano y el establecimiento de una alianza antirrusa de cosacos con el Kanato de Crimea, o incluir los voivodatos rebeldes de Kiev, Chernigov y Bratslav en el Estado ruso y declarar la guerra a la Mancomunidad Polaco-Lituana.
El 1 (11) de octubre de 1653, el Zemskiy Sobor, celebrado en Moscú, decretó que los súbditos ortodoxos del rey polaco, los cuales se habían liberados de la lealtad y obediencia por la persecución de la ortodoxia, no podían ser “liberados… al sultán turco o al kan de Crimea”, tomó la decisión de aceptar al Ejército de Zaporozhe en la ciudadanía del Estado ruso. Ese mismo día, el zar dictó un decreto aceptando al Ejército de Zaporozhe con sus ciudades y tierras en la ciudadanía rusa y declarando la guerra a la Mancomunidad Polaco-Lituana.
Después de esta decisión, una gran embajada encabezada por el boyardo Vasiliy Buturlin fue enviada desde Moscú a la tierra de Pereyáslav para llevar a cabo el proceso de negociaciones. En la embajada rusa también estaban el okolnichiy Ivan Alferyev, el secretario de la Duma Ilarion Lopujin y representantes del clero.
La ciudad de Pereyáslav fue elegida como sede del Consejo Militar General, donde la embajada llegó el 31 de diciembre de 1653 (10 de enero de 1654 ) y fue recibida solemnemente.

## La Asamblea de Pereyáslav
El 5 (15) de enero, el arcipreste de Pereyáslav, Gregorio, y el diácono de la Catedral de la Anunciación de Moscú, Alexei, que habían llegado con la embajada, realizaron un servicio de oración por la salud del zar Alejo I y la familia real en la iglesia en honor a la Dormición de la Santísima Theotokos frente a una gran multitud de personas.
El 6  (16) de enero de 1654, Bogdán Jmelnytskiy llegó a Pereyáslav desde Chiguirín.
El 7 (17) de enero, el secretario general Iván E. Vygovskiy, los coroneles y centuriones llegaron a Pereyáslav. Ese mismo día, se celebró una reunión entre Buturlin, Jmelnitskiy, Vygovskiy y Pavel Ivanovich Teterya, en la que las partes acordaron la fecha de celebración de la Rada.
En la mañana del 8 (18) de enero de 1654, se celebró en Pereyáslav un consejo secreto de ancianos de los cosacos de Zaporozhe.
En la tarde del 8 (18) de enero se celebró el Consejo Militar General, en el que participaron representantes de los regimientos cosacos de Kiev, Chernigov, Bratslav y otros (14 de 17), así como residentes de Pereyáslav. No hubo otros representantes de los ciudadanos (excepto Pereyáslav) ni del clero. La embajada rusa estuvo ausente de ambas reuniones.
Bogdán Jmelnytskiy también declaró en la Rada que todos los oponentes del zar Alejo I tendrían que buscar otro soberano “allí donde conduce el camino libre” (“куды хочет вольная дорога”). Los presentes en la Rada decidieron por unanimidad ser “para siempre uno” (“вовеки вси едино”) con el Estado ruso.
Después de que el atamán leyera la carta real, los ancianos y embajadores se dirigieron a la Catedral de la Asunción, donde el clero debía juramentarlos. Bogdán Jmelnitskiy expresó el deseo de que los embajadores fueran los primeros en prestar juramento en nombre del zar ruso. Sin embargo, Vasiliy Buturlin se negó a prestar juramento en nombre del zar, afirmando que el zar no presta juramento ante sus súbditos.
Después de lo cual los cosacos prestaron juramento. Después de tomar juramento, Buturlin entregó a Jmelnitskiy los símbolos del poder atamán otorgados por el zar: un estandarte, una maza y ropa ceremonial (un feryaz, un sombrero de boyardo y sables).
Después de Pereyáslav, el boyardo Buturlin, que había tomado el juramento a Jmelnitskiy de lealtad a Rusia, viajó a través de 182 asentamientos más de regimientos y de cientos de hombres y tomó el mismo juramento a ellos de lealtad al zar ruso.
12 (22) de enero, Iván E. Vygovskiy, el juez militar Samuil Bogdanovich (Bogdanov) y los coroneles intentaron sin éxito obtener de Buturlin un documento firmado por él, que confirmaría, en nombre del Soberano, los derechos y libertades de los cosacos de Zaporozhe. Los derechos del atamán, de la nobleza ortodoxa, de los cosacos, de los ciudadanos y del clero fueron definidos en los Artículos de Marzo de 1654.

## Juramento de lealtad al zar ruso
El 8 (18) de enero, los sótniks, yesauls, secretarios, cosacos, ciudadanos y otras personas presentes en Pereyaslav que participaron en la Rada prestaron juramento.
El 8 (19) de enero, se realizó la jura de los participantes en la Rada (total: 284 personas en 2 días).
El 17 (27) de enero, Vasiliy Buturlin tomó juramento de lealtad al zar Alejo I a todos los residentes de Kiev (“киевских жилецких всяких людей”).
El 19 (29) de enero, se llevó a cabo la jura de la nobleza, los sirvientes, los cortesanos y los habitantes de la ciudad del metropolitano Silvestre (total: 1.460 personas).
El 24 de enero (2 de febrero), se les tomó juramento a los habitantes de la ciudad de Nezhin (total: 1.944 personas).
El 27 de enero (6 de febrero), se les tomó juramento a los residentes de Chernigov (total: 1.105 personas).
El 18 (28) de febrero de 1654, el rey polaco Juan II Casimiro hizo un llamamiento a los miembros de los ayuntamientos y al “populacho” (“черни”) ortodoxo para que volvieran a la ciudadanía de la Mancomunidad Polaco-Lituana, pero este llamamiento no tuvo efecto.
En el invierno de 1654, los stólnik, striapchi y nobles de Moscú, de acuerdo con la lista compilada por Jmelnitskiy, tomaron juramento de lealtad al zar ruso a los habitantes de 183 ciudades, pueblos y aldeas en los 17 regimientos (unidad administrativo-territorial y militar) del territorio del Ejército de Zaporozhe (total: 122.545 personas).
El 27 de mayo (6 de junio) de 1654, el rey polaco Juan II Casimiro hizo un llamamiento al Ejército de Zaporozhe para que volvieran a la ciudadanía de la Mancomunidad Polaco-Lituana, pero este llamamiento tampoco tuvo efecto.